# Chiesa di Santa Maria Maddalena (Tremezzina)
La chiesa di Santa Maria Maddalena è un luogo di culto a Ossuccio, frazione del comune italiano di Tremezzina nella provincia di Como in Lombardia. Risalente al XII-XIII secolo, appartiene al complesso dell'antico Hospitalis di Stabio, attestato anche come Hospitalis Sanctae Mariae Magdalenae o Hospitalis de Insula. Da un punto di vista ecclesiastico, rientra nel vicariato di Lenno e Menaggio della diocesi di Como.

## Storia
Citato per la prima volta in un documento del 1169, l'edificio religioso faceva parte di un complesso detto Ospitaletto, dove si trovava un tipico ospizio medievale (più precisamente, il cosiddetto hospitalis, ossia una struttura con funzione non solo sanitaria ma anche di xenodochio).
Nel tardo XIV secolo venne aggiunto un sopralzo al vecchio campanile romanico, con la realizzazione di una "guglia"  in cotto in stile gotico avente funzione di cella campanaria. L'attuale copertura della cella campanaria fu realizzata nel 1900, nel corso di un'operazione di restauro che interessò tutta la parte alta del campanile.
Nel 1722 la chiesa fu interessata da alcuni lavori.
Negli anni 1930, la facciata venne rifatta, ispirandosi a quella dell'oratorio di Spurano. Negli stessi anni si procedette alla realizzazione dell'attuale travatura in legno che sorregge la copertura della navata, intervento che comportò la demolizione delle tre campate di una copertura a volta già attestata sul finire del Cinquecento. Sempre negli anni Trenta del XX secolo avvenne la demolizione di due strutture coloniche che nascondevano parte del profilo esterno della chiesa: l'abside era infatti coperta da un locale adibito a cantina, mentre a fianco della chiesa si trovava un silos che serviva da granaio.

## Descrizione

### Esterni
Dotata di copertura a capanna, la chiesa presenta decorazioni ad archetti pensili su tutti i lati esterni. La struttura muraria è realizzata con pietra di Moltrasio a vista.
Il sagrato è chiuso a settentrione da un muro di sostegno della strada Regina, mentre sui lati meridionale e occidentale è delimitato da due archi. Su uno degli archi sono presenti alcune tracce di un affresco firmato da Aragonus Aragonius (XVI-XVII secolo).
La torre campanaria si alza in posizione arretrata sulla sinistra ed è caratterizzata da una cella con decorazioni tardogotiche orientaleggianti. Sulla cella sono presenti elementi a pinnacolo, figure antropomorfe e, in cima, un registro di archetti pensili.

### Interni
La navata interna è unica, ad aula terminata da abside semicircolare rivolta ad oriente.
Nei pressi dell'ingresso si trova un affresco in cui la Madonna è raffigurata in compagnia di alcuni devoti e santi. La santa titolare dell'edificio religioso è invece la protagonista di una serie di affreschi che ornano le pareti laterali della navata.
Nella zona presbiterale, preceduta da una balaustra, l'altare è ornato da un paliotto in scagliola della Val d'Intelvi, opera realizzata nel 1722 da Pietro Solari. Sul paliotto sono riportate le effigie della famiglia Giovio e un'ulteriore raffigurazione di Santa Maria Maddalena. Alla predetta famiglia, per circa cinque secoli, spettò il diritto di giuspatronato su tutto il complesso di Stabio, diritto formalizzato tramite bolla pontificia nel 1496.
Alle spalle dell'altare, il catino absidale conserva lacerti di raffigurazioni affrescate dei segni zodiacali.

## Galleria d'immagini

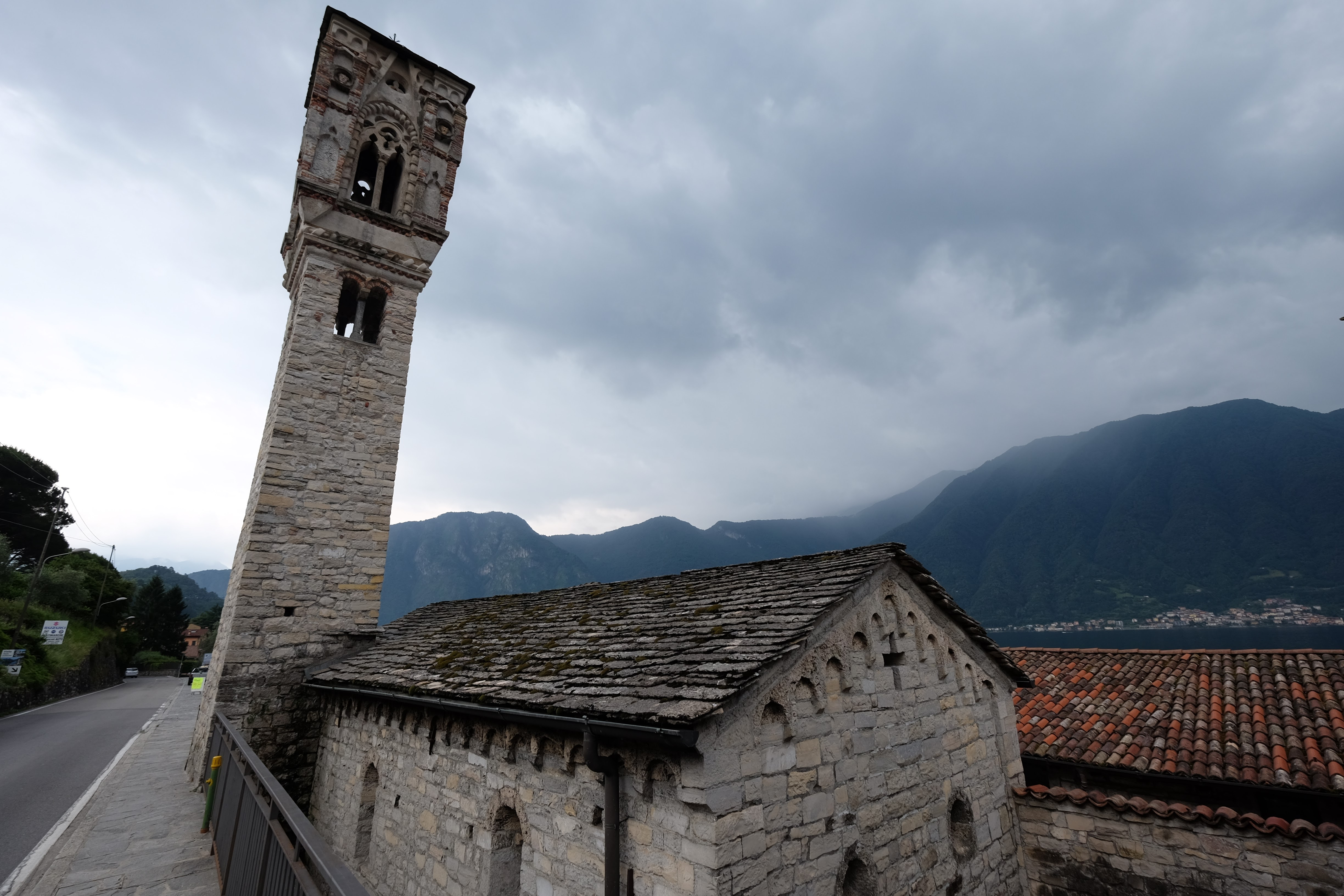
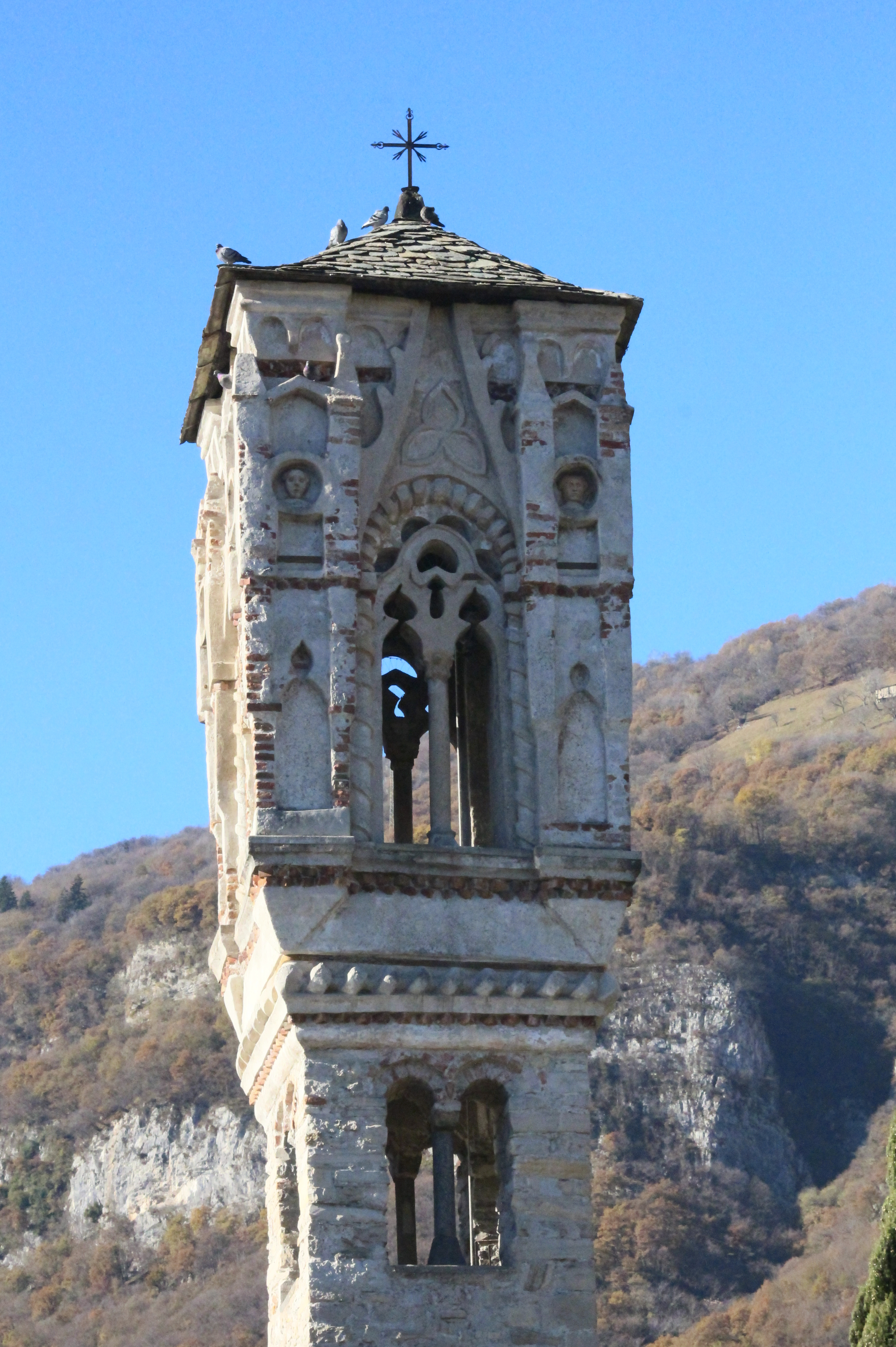
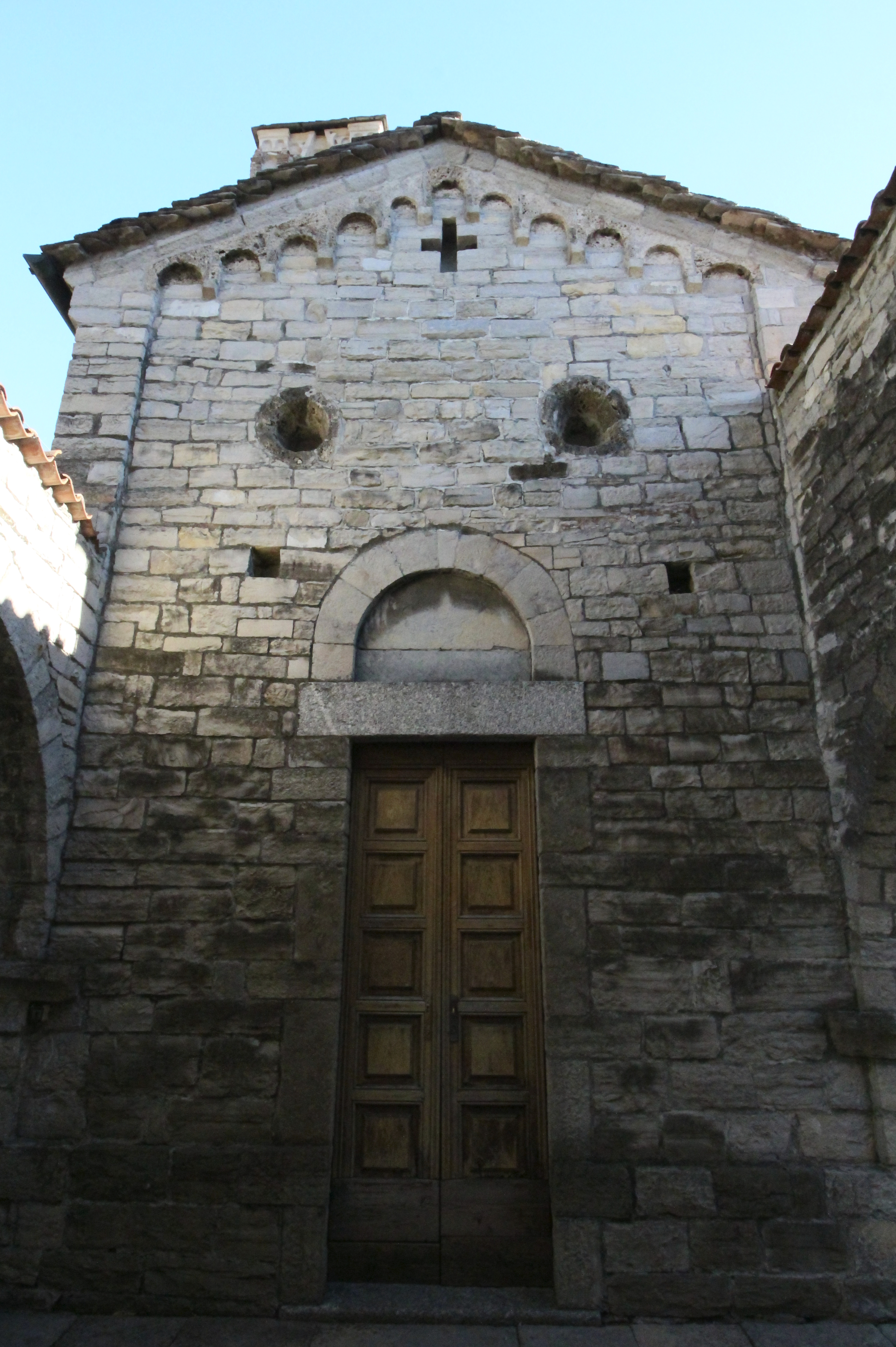